# Lebedyn
Lebedyn (ukrajinsky Лебедин) je město v Sumské oblasti na Ukrajině. Leží na řece Vilšance, přítoku Pselu, ve vzdálenosti 45 kilometrů na jihozápad od Sum, hlavního města oblasti, a v roce 2013 v něm žilo zhruba pětadvacet tisíc obyvatel.

## Dějiny
Lebedyn byl založen v roce 1652 a za Ruského impéria patřil do Charkovské gubernie.